# Hengest
Hengest albo Hengist (zm. 488?) – półlegendarny król Kentu od 455 roku, założyciel tamtejszej dynastii. Według kroniki anglosaskiej ojcem Hengesta i jego brata Horsa był Wihtgils, dziadkiem Witta, pradziadkiem Wecta zaś prapradziakiem Woden.
Beda Czcigodny podaje, że Vortigern (król Brytów) po opuszczeniu tych ziem przez Rzymian, wezwał Hengesta na pomoc przeciwko Piktom. Pochodzenie Hengesta nie jest jasne – mógł być, według różnych źródeł Sasem, Anglem, Fryzem, Jutem lub Duńczykiem. Po pokonaniu Piktów i osiedleniu się większej liczby imigrantów pochodzenia germańskiego w Kencie, wypowiedział on wraz ze swoim bratem Horsą posłuszeństwo Vortigernowi, zakładając własne królestwo. W 455 roku doszło do bitwy pod Aylesford, w wyniku której Hengest został władcą Kentu.
Historyczność obu braci podawana jest w wątpliwość. Bardzo możliwe, że są to postacie mitologiczne, na co wskazywałyby ich imiona (tłumaczy się je dosłownie jako „wałach” i „koń”).